# Josef Stroh
Josef Stroh (Bécs, 1913. március 5. – Bécs, 1991. január 7.) osztrák és német válogatott osztrák labdarúgó, csatár, edző.

## Pályafutása

### Klubcsapatban
A Floridsdorfer SC, majd a FAC színeiben kezdte a labdarúgást. 1932 és 1948 között pályafutása jelentős részét az Austria Wien csapatában töltötte.

### A válogatottban
1935 és 1937 között 10 alkalommal szerepelt az osztrák válogatottban és három gólt szerzett. Tagja volt az 1934-es olaszországi világbajnokságon negyedik helyezett csapatnak. Az Anschluss után 1938 és 1939 között négy alkalommal szerepelt a német válogatottban és egy gólt ért el. Részt vett az 1938-as franciaországi világbajnokságon német színekben. 1946 és 1948 között ismét az osztrák válogatottban játszott. Hét mérkőzésen lépett pályára és egy gólt szerzett. Az osztrák válogatottban összesen 17 találkozón játszott és négy gólt ért el. 1948-ban a londoni olimpián részt vett az osztrák válogatottal.

### Edzőként
Az SC Wiener Neustadt, az FC Wien és az SC Schwechat csapatainál kezdte edzői pályafutását. 1951 és 1960 között Svédországban dolgozott a Jönköpings Södra IF, a Malmö FF és az IFK Göteborg együtteseinél. 1960-ban hazatért és a Wiener Sport-Club vezetőedzője lett 1963-ig. 1964-ben a norvég SK Brann, 1965-ben ismét a svéd Jönköpings Södra IF, majd 1966-ban a svéd Sandvikens IF csapatainak szakmai munkáját irányította.

## Sikerei, díjai
Ausztria
- Világbajnokság
  - 4.: 1934, Olaszország

  Austria Wien
- Osztrák bajnokság
  - 2.: 1936–37, 1945–46
- Osztrák kupa
  - győztes: 1933, 1935, 1936, 1948